# Darko Tasevski
Darko Tasevski (mazedonisch Дарко Тасевски; * 20. Mai 1984 in Skopje) ist ein ehemaliger mazedonischer Fußballspieler.

## Karriere

### Verein
Tasevski begann seine Karriere beim FK Cementarnica 55 Skopje, wo er 2002 in die erste Mannschaft geholt wurde. Bereits in seiner ersten Saison konnte der Verein den mazedonischen Pokal gewinnen. 2003 wechselte er auch zu Vardar Skopje. Er blieb zwei Saisonen lang bei Vardar unter Vertrag, ehe er 2005 in die Ukraine zu Metalurh Saporischschja wechselte. 2006 wurde das ukrainische Pokalfinale erreicht. 2007 wechselte Tasevski dann zu Lewski Sofia. Dort konnte er seit der Saison 2007/08 einmal die Meisterschaft gewinnen, sowie bereits in seiner ersten Saison den bulgarischen Supercup, der zweite folgte 2009. Im Sommer 2012 verließ er Lewski und ging zu Hapoel Ironi Kirjat Schmona nach Israel. Anfang 2014 zog es ihn nach Thailand. Hier unterschrieb er einen Vertrag beim Bangkok Glass. Der Verein spielte in der ersten Liga des Landes, der Thai Premier League. 2014 gewann er mit BG den FA Cup. Das Endspiel gewann man gegen den Erstligisten Chonburi FC mit 1:0. Nach 77 Erstligaspielen und 21 erzielten Toren wechselte er nach der Hinrunde 2016 zum Ligakonkurrenten Suphanburi FC nach Suphanburi. In der Rückrunde stand er zwölfmal für Suphanburi auf dem Spielfeld. Anfang 2017 wechselte er nach Khon Kaen zum dortigen Drittligisten Khon Kaen FC. Der Klub spielte in der Thai League 3 in der Upper-Region. Ende 2017 wurde er mit Khon Kaen Meister und stieg in die zweite Liga auf. Hier spielte er mit Khon Kaen noch ein Jahr. 2019 ging er wieder nach Bulgarien. Hier schloss er sich dem Erstligisten Slavia Sofia an. Nach 54 Ligaspielen für den Verein aus Sofia beendete er am 1. Juli 2023 seine Karriere als Fußballspieler.

### Nationalmannschaft
Tasevski war von 2005 bis 2013 A-Nationalspieler Mazedoniens und bestritt 43 Länderspiele. 2007 erhielt er außerdem die bulgarische Staatsbürgerschaft aufgrund seiner bulgarischen Herkunft.

## Erfolge
FK Cementarnica 55 Skopje
- Nordmazedonischer Pokal 2003

Lewski Sofia
- A Grupa: 2009
- Bulgarischer Supercup: 2007, 2009

Bangkok Glass
- FA Cup: 2014

Khon Kaen FC
- Thai League 3 – Upper: 2017  ▲